# Elizabeth Stride
Elizabeth Stride (née Elisabeth Gustafsdotter, parfois nommée Elisabeth Gustafsson ; 27 novembre 1843 – 30 septembre 1888) est la troisième des cinq victimes habituellement attribuées au tueur en série surnommé Jack l'Éventreur. Ce dernier, dont l'identité est restée inconnue, a assassiné plusieurs prostituées de l'East End londonien d'août à novembre 1888. Le corps d'Elizabeth Stride a été retrouvé à Dutfield's Yard, dans le quartier de Whitechapel.
Elizabeth Stride était surnommé « Long Liz », pour une raison difficile à établir. Certains pensent que cela provient de son nom de mariée, « Stride », qui signifie « grand pas », d'autres pensent simplement que cela était dû à sa taille supérieure à la moyenne ou à la forme de son visage.

## Biographie

### Jeunesse en Suède

#### Enfance près de Göteborg

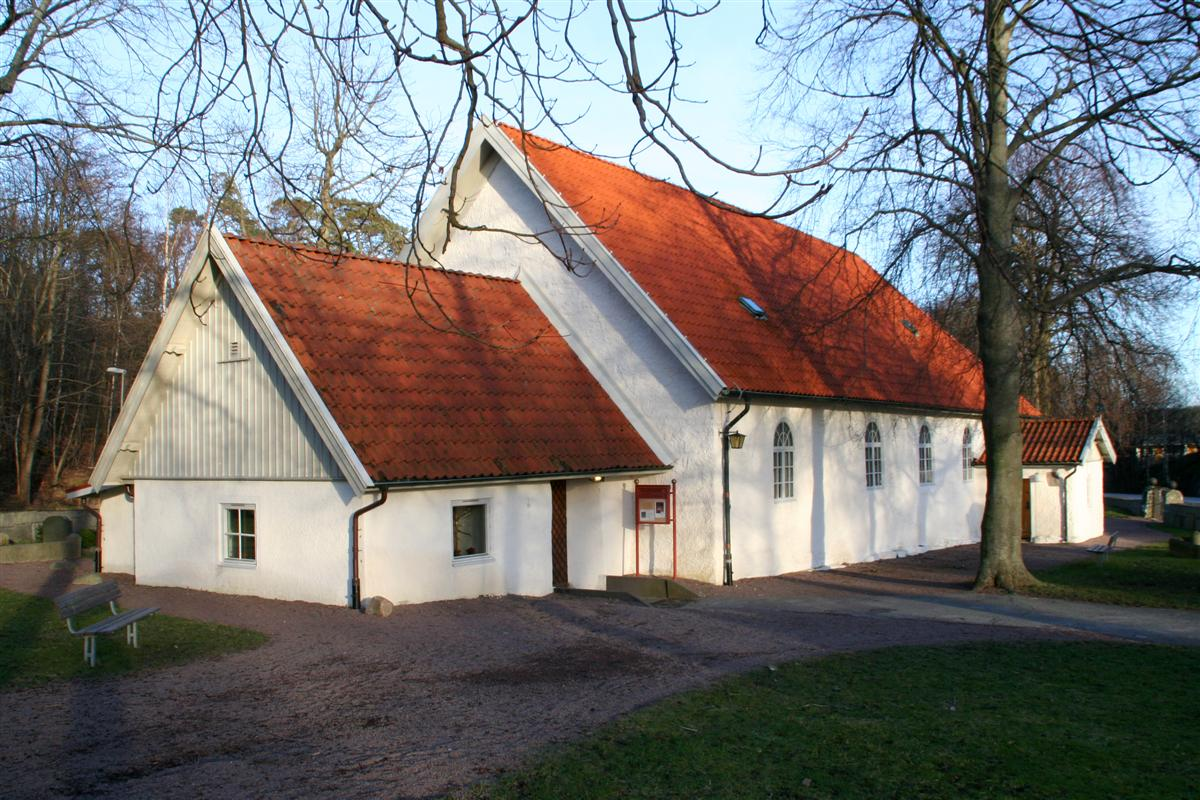
Église de Torslanda. Elizabeth Stride reçoit la confirmation luthérienne dans cette église en 1859

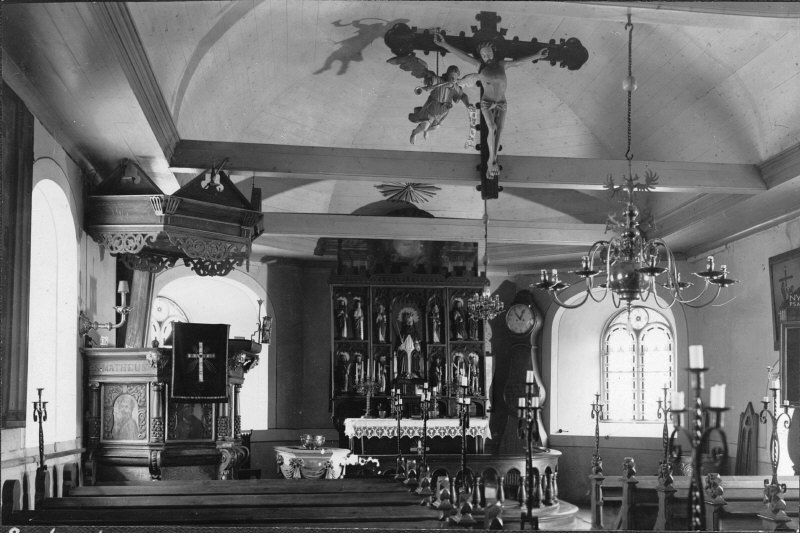
Vue de l'intérieur de l'église de Torslanda. Cliché de 1942.

Elizabeth Stride est la fille d'un fermier suédois, Gustaf Ericsson, et de sa femme Beata Carlsdotter. Elle naît Elisabeth Gustafsdotter (son patronyme signifiant littéralement « la fille de Gustaf ») le 27 novembre 1843 au village de Stora Tumlehed, dans la paroisse de Torslanda, à l'ouest de Göteborg en Suède, sur l'île d'Hisingen,. Elle passe son enfance, avec sa soeur aînée et ses deux petits frères, dans la ferme familiale et reçoit la confirmation - dans la foi luthérienne - à Torslanda en 1859. Il semble qu'elle garde des séquelles d'une blessure à la jambe droite de cette période.

#### Servante à Göteborg
Vers juin 1860, à l'âge de 16 ans, elle trouve un emploi de servante à Göteborg. Trois années auparavant, sa sœur aînée Anna avait elle-même quitté le village natal, à l'âge de 17 ans, pour trouver un emploi à la ville. Selon l'éventrologue Dave Yost, auteur d'une étude biographique consacrée à Elizabeth Stride, celle-ci obtient en octobre un certificat attestant de sa moralité religieuse, de son éducation et de ses connaissances bibliques, sésame indispensable pour une jeune fille souhaitant s'installer seule en ville. Jusqu'en février 1864, elle est au service de Lars Frederick Olofsson, fournisseur de main-d'œuvre auprès de divers employeurs, marié et père de deux enfants, demeurant dans la paroisse de Carl Johan (sv), district de Majorna, à l'ouest de la ville, sur les bords du Göta.

#### Premiers pas dans la prostitution
Après trois ans de service chez les Olofsson, Elizabeth quitte - ou perd - son emploi et s'établit dans le centre de Göteborg, toujours comme servante, non loin de la cathédrale. Quelques mois plus tard, en août 1864, sa mère meurt d'une maladie pulmonaire à l'âge de 54 ans. On présume qu'elle bascule vers cette époque dans la prostitution, car elle est arrêtée par la police en mars 1865, à l'âge de 21 ans, sans qu'on en sache le motif. Le mois suivant, le 21 avril 1865, elle accouche prématurément d'une enfant mort-né, de père inconnu. 

#### Séjours à l'hôpital

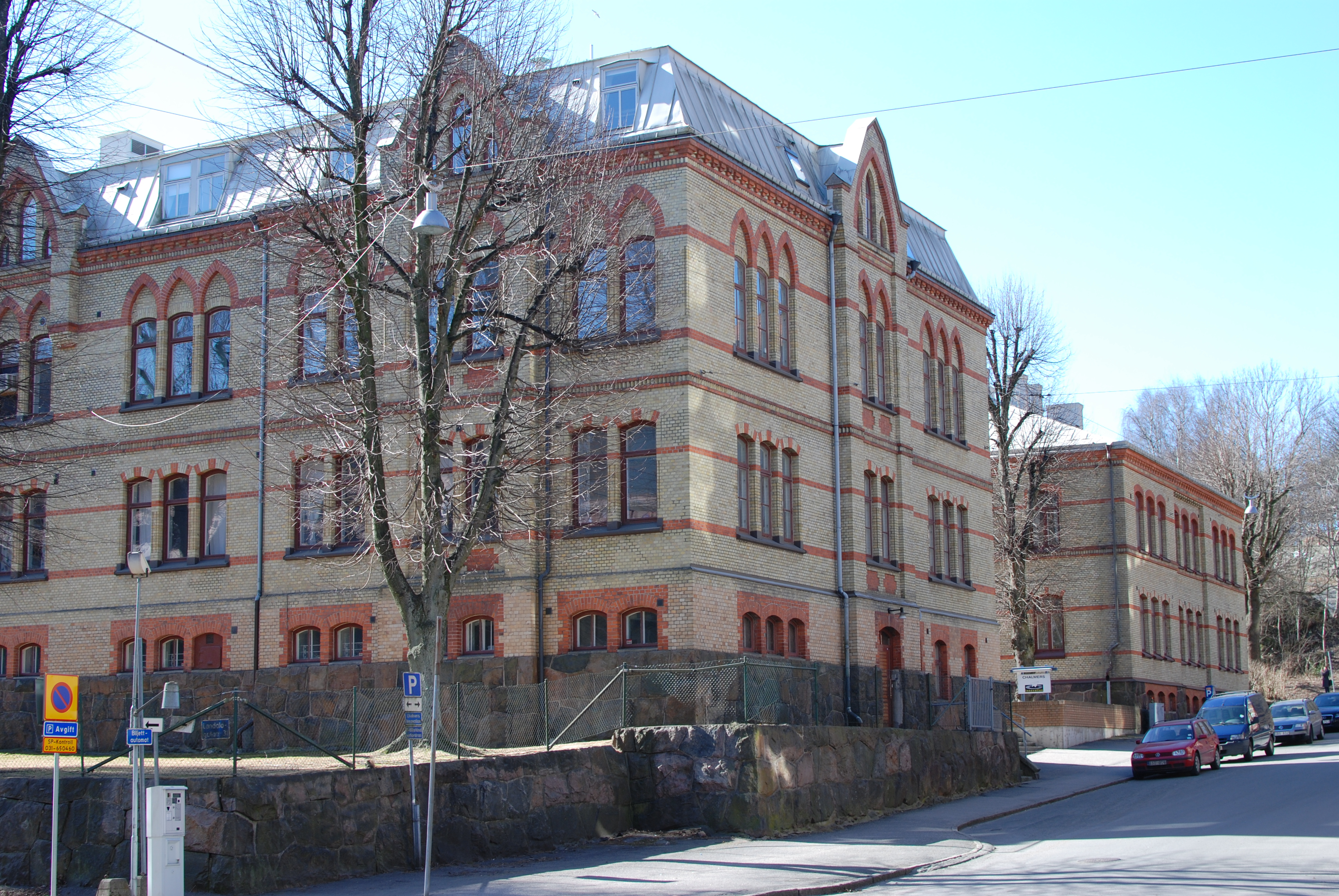
L'un des pavillons du Kurhuset de Göteborg, l'actuel hôpital Holtermanska. Cliché de 2013.

Pour parachever cette descente vers l'abîme, atteinte sans doute de syphilis, elle fait deux séjours à l'hôpital où sont soignées les maladies vénériennes, le Kurhuset de Göteborg (sv), au cours de l'année 1865, en avril-mai, puis en août-septembre. Elle en sort guérie. Mais elle y retourne en octobre, directement placée, cette fois, par la police. Déclarée guérie pour la troisième fois, elle doit pointer tout au long du mois de novembre pour attester qu'elle n'a pas de nouveau contracté la maladie. Elle est alors enregistrée comme prostituée. Elle demeure alors rue Pigatan, à l'est du quartier de Haga, dans la partie est du quartier de la cathédrale. Le lieu est fréquenté par des prostituées.

#### De nouveau servante dans une famille bourgeoise
Finalement, ce même mois de novembre, Maria Wiesners, l'épouse d'un musicien engagé au Grand Théâtre de Göteborg, la prend à son service comme servante, ce qui lui permet d'être libérée du contrôle de la police. Ayant touché l'héritage de sa mère, s'élevant à soixante-cinq couronnes, elle aurait alors décidé d'émigrer en Angleterre quatre mois plus tard. 
D'après le témoignage de Charles Preston (son futur co-locataire) elle serait venue à Londres en accompagnant un « gentleman » étranger. Mais selon Michael Kidney (son futur petit ami) elle serait plutôt venue « pour voir du pays ». Il est d'ailleurs persuadé qu'elle a de la famille à Londres.

### Émigration à Londres
En février 1866, la jeune femme s'installe dans l'Est londonien. Quelques mois plus tard, en juillet, elle s'enregistre auprès de l’Église suédoise de Londres, Prince's Square, dans le quartier de St. George-in-the-East (en), au sud de Whitechapel, près des docks,. Elle est qualifiée de célibataire. On ignore ce qu'elle devient durant les trois années qui suivent. 

#### Mariage avec John Thomas Stride
Trois ans plus tard, après s'être liée temporairement à un policier, sous le nom d'Elizabeth Gustifson, elle épouse le 7 mars 1869 John Thomas Stride, menuisier originaire de Sheerness, dans le Kent, port de l'estuaire de la Medway sur l'île de Sheppey. Âgé de 48 ans, il est son aîné de vingt-trois ans. Ils habitent alors l'un et l'autre dans le quartier de Westminster, et la cérémonie se déroule dans l'église St. Giles in the Fields, à l'ouest de la City. Elizabeth réside jusqu'à cette date dans Gower Street, dont les habitants appartiennent à la classe moyenne. Selon Dave Yost, on peut supposer qu'elle aurait repris son activité de servante auprès des bonnes familles de Westminster depuis son arrivée à Londres. 

#### Tenanciers d'un café dans le district de Poplar
Tous deux emménagent ensuite à Poplar, à l'extrémité de l'Est londonien, où ils exploitent un café situé Chrisp Street. Ils sont alors domiciliés dans East India Dock Road (en), une des principales artères traversant Poplar. Mais quelques mois plus tard, Stride ferme le café de Chrisp Street pour en ouvrir un autre dans Upper North Street. Au printemps 1871, le ménage a encore déménagé et déplacé leur établissement pour se rapprocher des docks, dans Poplar High Street. D'après le registre de recensement, Stride poursuit son activité de menuisier. L'échope génère sans doute de faibles revenus. Leur situation semble alors se stabiliser pendant trois ans, mais le couple reste sans enfant et s'étiole peu à peu.

### Séparation et changement de vie

#### Séjour auworkhousede Poplar
On ignore à quel moment intervient exactement la séparation. Les Stride vivent encore ensemble en 1874 lorsque le mari ferme définitivement leur commerce. En mars 1877, dans une situation de grande pauvreté, Elizabeth Stride est placée au Poplar workhouse, non loin du domicile conjugal. Les workhouses sont des institutions de bienfaisance organisées par les paroisses offrant un logement collectif et un travail strictement encadrés. Ce nouvel épisode entérine une première séparation, provoquée par la détresse sociale que traverse le couple. Mais elle n'est que temporaire, car les deux époux sont de nouveau réunis en 1881, comme le montre un registre de recensement. Les époux demeurent alors à Bow, district de l'Est londonien, dans Usher Road. 

#### Maladies et mort du mari
Mais peu de temps après, Elizabeth Stride a définitivement quitté son mari pour s'installer à Whitechapel, dans Brick Lane. Et en décembre de la même année, elle est admise au dispensaire du Whitechapel Workhouse pour une bronchite. Lorsqu'elle quitte le dispensaire en janvier 1882, elle est brièvement placée au workhouse, puis elle s'établit - comme on le suppose - dans une maison d'hébergement collectif ou lodging house du sud de Spitalfields, au 32, Flower and Dean Street, l'une des rues les plus misérables de la ville,,. Elizabeth Tanner, la tenancière, affirmera en 1888 qu'Elizabeth Stride est une habituée depuis six ans. Durant cette période, elle est surnommée Long Liz.
Sombrant lui-même dans le dénuement et la maladie, John Stride finit par rejoindre à son tour le Poplar Workhouse, et meurt de tuberculose en 1884 à l'hospice de Poplar and Stepney,.

#### Un récit imaginaire
Selon le témoignage d'Elizabeth Tanner, Elizabeth Stride raconte s'être trouvée à bord du Princess Alice, où elle aurait été employée avec son mari - elle comme servante, et lui comme marin - lorsqu'il a fait naufrage dans la Tamise en 1878. D'après ses dires, son mari et deux de ses neuf enfants y seraient morts noyés, tandis qu'elle serait parvenue à s'arrimer au mât du navire. Mais pendant la bousculade, elle aurait reçu un coup de pied dans la bouche, lui laissant pour séquelle un bégaiement chronique,. Mais aucun vestige de cette ancienne blessure ne sera relevé lorsque son corps sera autopsié.

#### Ménage intermittent avec Michael Kidney
Après la mort de son mari, Elizabeth Stride vit la plupart du temps avec Michael Kidney, un ouvrier des docks de sept ans plus jeune qu'elle, logeant à Devonshire Street (en), district de Marylebone, dans le West End.  Leur liaison, commencée vers 1885, est tumultueuse et ponctuée de séparations. D'après Kidney, Elizabeth Stride est souvent ivre et s'absente du foyer. Il tente même une fois de l'enfermer à double-tour. Dans les périodes de rupture, elle se réfugie dans des lodging houses, notamment au 32 Flower and Dean street. En trois ans de vie commune, le couple aurait connu au total environ cinq mois de séparation, selon Kidney. Gagnant difficilement sa vie en réalisant des travaux de ménage et de couture, ou en se prostituant, Elizabeth Stride reçoit parfois une aide de l'Église suédoise, comme c'est le cas en mai 1886, selon le témoignage du sacristain Sven Olsson, qui se souviendra, en témoignant plus tard, de sa grande pauvreté.

#### Démêlés judiciaires
En mars 1887, elle séjourne de nouveau au workhouse de Poplar, et porte plainte en avril contre Kidney auprès d'un agent de police (le police constable 357H). L'affaire n'est cependant pas portée en justice car Elizabeth Stride ne se rend pas à l'audience. Elle comparaît elle-même à huit reprises devant le Thames Magistrates' Court (en), tribunal du district de Bow, pour ivresse et tapage sur la voie publique. Il semble qu'elle se soit présentée une fois aux audiences sous le nom d'Annie Fitzgerald,,.
Vers la même époque, Charles Preston, barbier, s'installe au 32 Flower and Dean Street. Témoignant plus tard lors de l'enquête, il affirme qu'Elizabeth a été arrêtée par la police un samedi soir où elle faisait du tapage au pub du Queen's Head. Elle est relâchée le lendemain après avoir passé la nuit au poste.

### Les derniers mois

#### Agressions de trois femmes à Whitechapel et Spitalfields
De février à avril 1888, trois femmes sont successivement agressées dans l'Est londonien : Annie Milwood et Emma Elizabeth Smith, résidentes dans des lodging houses de Spitalfields, mortes toutes deux à la suite de leurs blessures ; Ada Wilson,  attaquée chez elle dans le quartier de Bow et seule rescapée de cette série d'agressions. Annie Milwood réside dans une lodging house de White's row, à deux pas de Flower and Dean Street, tandis qu'Emma Elizabeth Smith réside dans une lodging house de George Street (rebaptisée plus tard Loleworth Street), qui débouche directement dans Flower and Dean Street.

#### Dernière réconciliation avec Michael Kidney
Vers mai 1888, Kidney déménage dans l'immeuble voisin, en se transférant du 35 au 36 de Devonshire Street. D'après le témoignage d'Elizabeth Tanner, Elizabeth Stride quitte la lodging house du 32 Flower and Dean Street vers juillet 1888, pour se remettre probablement en ménage avec Michael Kidney.

#### Assassinats à Whitechapel de Martha Tabram, de Polly Nichols et d'Annie Chapman

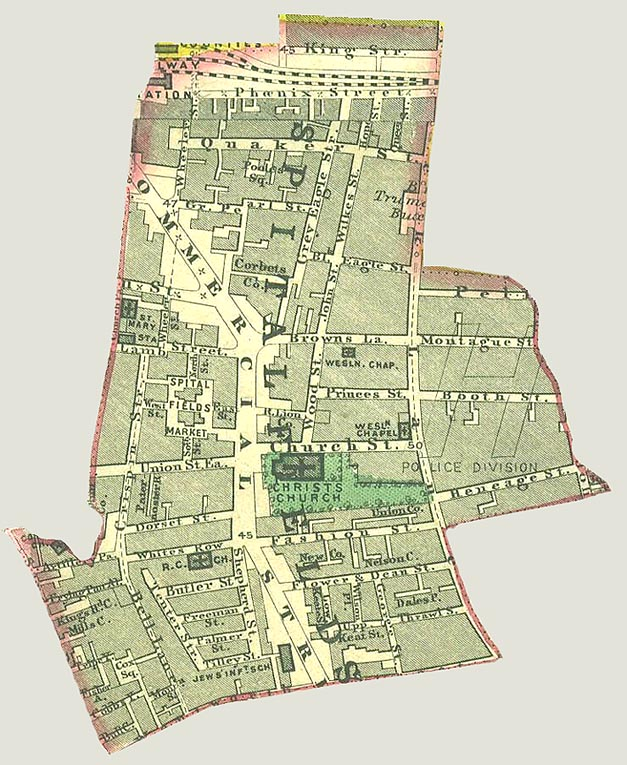
Plan de la paroisse de Spitalfields, c.1885

Dans la nuit du 6 au 7 août est assassinée Martha Tabram, autre prostituée de Spitalfields. Tout comme Emma Elizabeth Smith, celle-ci demeure dans une lodging house de George Street (rue perpendiculaire à Flower and Dean Street). L'opinion commence à s'émouvoir des meurtres à répétition de prostituées de l'Est londonien. Dans la nuit du 30 au 31 août, c'est au tour de Mary Ann Nichols dite Polly, résidente elle aussi dans des lodging houses de Spitalfields. Celle-ci venait d'échouer à la White House, doss-house du 56 Flower and Dean Street, asile de sans-abris à quelques pas de la maison où réside Elizabeth Stride. Ce dernier meurtre marque le début des crimes de Jack l'éventreur, et suscite une grande émotion à Whitechapel ainsi que dans l'opinion. Une semaine plus tard est assassinée Annie Chapman dans la nuit du 7 au 8 septembre, portant cette émotion à son paroxysme. Annie Chapman réside dans les lodging houses de Dorset Street, rue parallèle à White's Row (où résidait Annie Milwood), tout près de Flower and Dean Street. 
En-dehors d'Ada Wilson, habitante du district de Bow, toutes les femmes agressées jusqu'à Elizabeth Stride habitent dans le même périmètre au sud de Spitalfields, entre l'église de Christ Church et la limite du district de Whitechapel.

#### Nouvelle dispute avec Kidney. Ultime retour au 32 Flower and Dean Street
En septembre 1888, le ménage qu'elle forme avec Kidney a sombré au plus bas de la détresse sociale. Ils demeurent à présent à Spitalfields, dans Dorset Street, soit à proximité immédiate de Flower and Dean Street. Dorset Street est réputée pour être la rue la plus misérable et la plus criminogène de Londres. Au cours de ce mois, Elizabeth Stride reçoit de nouveau une aide de l'Eglise suédoise le 15, puis le 20 septembre. Et le mercredi 26 septembre, après s'être disputée une dernière fois avec Kidney, elle le quitte pour retourner au 32 Flower and Dean Street. Elle confie à une autre résidente, Catherine Lane, qu'elle a eu "quelques mots" avec son compagnon. Elle s'emploie alors à des travaux de ménage dans la maison d'hébergement, ainsi que chez des particuliers, selon le témoignage d'Elizabeth Tanner.
Le Dr. Thomas Barnardo, philanthrope engagé au secours des déshérités, prétend avoir rendu visite aux pensionnaires du 32 Flower and Dean Street le 26 septembre, et s'être trouvé dans la cuisine de la lodging house en présence d'Elizabeth Stride et de plusieurs autres femmes. Il aurait alors assisté à une conversation sur les meurtres de Whitechapel et raconte son témoignage dans une lettre publiée dans le Times le 6 octobre.

## L'assassinat

### Soirée du double crime, du samedi 29 au dimanche 30 septembre 1888

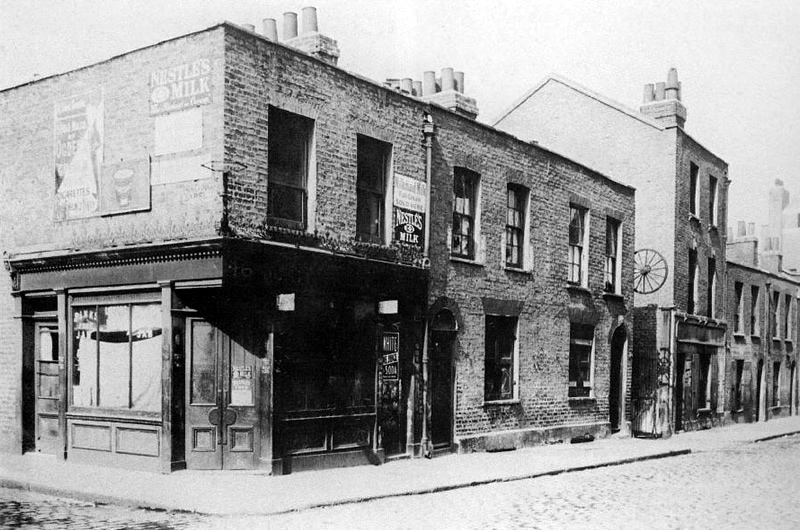
Vue de Berner Street et de l'entrée du passage de Dutfield's Yard. Cliché de 1909.

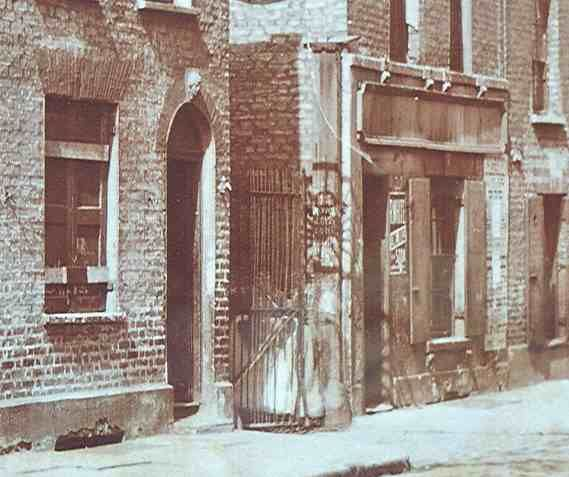
Entrée du passage de Dutfield's Yard.

Dans l'après-midi du samedi 29 septembre, Elizabeth Stride nettoie deux pièces de l'asile du 32 Flower and Dean Street, et reçoit six pence d'Elizabeth Tanner. 
18h30 - Elles se rendent toutes deux au Queen's Head, Commercial Street, à l'angle de Fashion Street, où elles prennent un verre. Puis elles se séparent, Elizabeth Stride retournant seule à la lodging house.
Commercial Street est l'artère principale dans laquelle débouchent les petites rues Dorset Street, White's Row, Fashion Street, Flower and Dean Street, et Thrawl Street. Après le carrefour avec Whitechapel High Street, prolongée vers le nord-est par Whitechapel Road, Commercial Street est prolongée par Commercial Road (en) vers le sud-est, les deux routes formant une fourche. 
Vers 19h-20h - Avant de quitter la pension, Elizabeth Stride rencontre Charles Preston et Catherine Lane. Elle confie à cette dernière une grande pièce de velours vert, en lui demandant de la garder jusqu'à son retour. Elle demande à Preston de lui prêter sa brosse à vêtement, mais il l'a égarée. En quittant la pension, elle croise le gardien Thomas Bates. Selon lui, elle est alors d'humeur joyeuse. Catherine Lane est certaine qu'elle avait ses six pence avec elle en sortant.

#### Berner Street
La soirée est agitée par une tempête, et il pleut averse. Elizabeth Stride est vêtue d'une veste et d'une jupe noire, ainsi que d'un bonnet de crêpe noire. Elle réapparaît à partir de 23 h, et terminera sa déambulation dans Berner Street, au sud de Commercial Road, rue assez éloignée de Spitalsfield. Les spécialistes des crimes de Jack l'éventreur voient dans Commercial Road une "frontière psychologique" délimitant le quartier de Whitechapel où vivaient les prostituées et où la plupart des crimes ont été commis. Le meurtre d'Elizabeth Stride est le seul commis au-delà de cette limite, en direction des docks. Le lieu est très proche, par ailleurs, de l'Eglise suédoise, où la victime s'est déjà rendue deux fois en septembre pour réclamer une assistance financière.

#### L'International Working Men's Educational Club du 40 Berner Street.
Au cours de cette soirée se tient une réunion de l'International Working Men's Educational Club, club d'ouvriers socialistes, au 40 Berner Street. L'association occupe un bâtiment de bois d'un étage longeant un étroit passage débouchant sur la rue. À l'étage, une vaste salle dispose d'une estrade et peut accueillir deux cents personnes. On y joue parfois des pièces de théâtre révolutionnaires en russe. Les samedis et dimanches soir s'y tiennent des réunions "internationales" accueillant des révolutionnaires russes, juifs, anglais, français, italiens, tchèques et polonais, militant pour l'émancipation des travailleurs. 
Ce soir-là, un débat, animé par Morris Eagle, est consacré à l'engagement des Juifs dans le socialisme ("Pourquoi les Juifs doivent être socialistes") en présence d'environ 90-100 personnes, et se termine par des chants et des danses. Trois fenêtres donnent sur le passage, et sont grandes ouvertes tout au long de la soirée.

#### Dutfield's Yard.
Le passage du 40 Berner Street débouche plus loin sur une cour appelée Dutfield's Yard, ou "Cour de Dutfield", du nom d'un ancien entrepreneur. Plusieurs habitations et entreprises bordent cette cour. Le passage est accessible depuis la rue par un grand portail à deux battants, grand ouvert ce soir-là. Le seul éclairage dans le passage provient des fenêtres du club et de l'imprimerie.
21h - Philip Kranz commence son travail dans l'imprimerie de Der Arberter Fraint, publication socialiste, qui jouxte les locaux du club.
À partir de 23h, Elizabeth Stride est aperçue dans Berner Street par plusieurs témoins. Berner Street est l'une des rues perpendiculaires au sud de Commercial Road.
22h - L'agent de police William Smith, PC 452H, commence sa ronde. Son parcours prend environ 25-30 minutes, le faisant tourner dans Berner Street depuis Fairclough Street, pour rejoindre ensuite Commercial Road.

#### Dernières apparitions d'Elizabeth Stride
23h - Deux ouvriers, J. Best et John Gardner, croisent Elizabeth Stride en compagnie d'un homme dans Settles Street, rue située entre Whitechapel Road et Commercial Road, à l'intérieur de la fourche formée par ces deux grandes artères. L'homme, environ 1 m 65 (5 pieds 5 pouces), moustaches noires, porte un chapeau melon, un costume et un manteau sombres. Tous deux sortent d'un pub - le Bricklayer's Arms - mais restent sur le seuil car il pleut averse, selon Best. L'homme la tient dans ses bras et l'embrasse. Il paraît bien habillé. "Nous étions même étonnés qu'un homme aussi respectable se comporte de cette façon" - dit Best. Ils restent ainsi un moment sur le palier du pub à s'accoler et s'embrasser. Best et Gardner proposent à l'homme d'entrer prendre un verre, mais il refuse. Ils avertissent alors la femme de se ternir sur ses gardes, car Tablier de Cuir rôde. Ensuite, elle s'éloigne avec l'homme vers le sud en direction de Commercial Road, peu après 23 h.
Vers 23h-23h30- Matthew Packer, marchand de fruits et légumes, dont l’échoppe est au 44 Berner Street - à deux numéros de distance du 40 -  vend des grappes de raisin à Elizabeth Stride et à un homme qui l'accompagne, à ce qu'il prétendra par la suite. Ce témoignage sera d'abord jugé douteux par la police, puis par l'ensemble des spécialistes. Packer change plusieurs fois de version, et déclarera d'ailleurs dans un premier temps à la police n'avoir rien vu de particulier, avant de colporter cette histoire sous la pression de deux détectives douteux de mèche avec la presse.
Vers 23h30, ou minuit 30 - Matthew Packer, marchand de fruits et légumes, plie boutique au 44, en raison de la pluie trop forte.
Vers 23h30-45 - Le débat au club ouvrier se termine. Les participants commencent à s'en aller, en empruntant le passage donnant sur Berner Street. Ils ne remarquent rien d'anormal. Morris Eagle, s'en va lui aussi pour raccompagner sa fiancée chez elle.
Vers 23h45-50 - William Marshall, ouvrier habitant au 64 Berner Street - côté ouest - entre l'intersection de Fairclough Street et de Boyd Street, alors qu'il se tient devant chez lui, aperçoit Elizabeth Stride au niveau du 58, près de l'angle avec Boyd Street, où se trouve un réverbère. Elle est en compagnie d'un homme vêtu d'un court manteau noir, d'un pantalon sombre, avec une casquette de marin, environ 1m67 (5 pieds 6 pouces), corpulent, âge moyen, bien rasé et d'apparence convenable. Il parle anglais sans accent et doucement. Elizabeth Stride et l'homme s'embrassent tout en déambulant dans sa direction. Ils finissent par passer devant lui. Marshall entend l'homme lui dire : « Tu pourrais dire n'importe quoi sauf tes prières », façon d'évoquer probablement son supposé manque de "moralité". Ensuite, ils poursuivent leur route vers le sud en direction d'Ellen Street. 
Minuit - Marshall rentre chez lui. Les pubs ferment leurs portes.
Vers minuit 10 - James Brown, ouvrier des docks, rentre chez lui au 35 Fairclough Street.
Au même moment, William West, l'un des responsables du club, quitte les lieux par une porte latérale donnant sur la cour. Il traverse la cour pour se rendre à l'imprimerie pour y chercher son frère et Louis Stanley. Les trois reviennent ensuite au club. West remarque que le portail du passage donnant sur la rue est grand ouvert, ce qui est normal. Il ne remarque rien de suspect. Ceci étant, comme il est myope, il aurait difficilement pu distinguer quelque chose.
Vers minuit 15 - Les frères West et Stanley quittent les lieux en sortant dans Berner Street par le passage.
Minuit 30 - Charles Letchford remonte Berner Street jusqu'au 30 où il habite. Il ne remarque rien d'anormal.
Au même moment, Joseph Lave sort du club pour prendre l'air. Comme il fait nuit noire, il avance à tâton avec un bâton. En rejoignant la rue, il ne remarque rien d'anormal. Tout est calme. Il ne voit personne entrer dans Dutfield's Yard. Il est certain qu'il n'y a personne d'étendu au sol à ce moment.
Vers minuit 30-35 - L'agent de police William Smith, faisant sa ronde, remonte Berner Street vers Commercial Road, en venant de Fairclough Street. Il voit Elizabeth Stride avec un jeune homme en face de l'entrée du club ouvrier du 40. Selon lui, l'homme a environ 28 ans, mesure environ 1m70 (5 pieds 7 pouces), porte un manteau sombre, un pantalon sombre et un deerstalker ou chapeau à visière sombre également. Il est bien rasé et d'apparence respectable. De plus, il tient un paquet d'environ entre 15 et 20 cm x 45 cm (entre 6 et 8 x 18 pouces), enveloppé dans du papier journal,. Les deux parlent calmement et ne semblent pas ivres.
Vers minuit 35-40 - Fanny Mortimer, demeurant au 36, à deux portes du club, entend le pas lourd et régulier d'un policier faisant sa ronde. Mais elle n'aperçoit pas le policier. Sortant de chez elle, elle entend chanter les membres du club. Elle ne remarque rien d'anormal, et ne voit personne à l'entrée de la cour. Elle voit courir un homme portant un sac noir luisant, identifié par la suite à Leon Goldstein, membre du club, et écarté des suspects par la police. Elle aperçoit également un jeune couple, qui se tient près du pensionnat. Elle ne remarque personne entrer dans le passage du 40 ni en sortir. Ensuite, elle retourne chez elle et verrouille sa porte.
D'après Leon Goldstein, il transporte dans son sac des étuis de cigarettes vides. Il sort d'un café situé dans Spectacle Alley. Puis marchant rapidement dans Berner Stree, il jette un coup d'oeil en passant à l'entrée du club. Il tourne ensuite dans Fairclough Street, côté Est, en passant devant le pensionnat.
Entre minuit 36 et minuit 56 - Heure estimée de la mort d'Elizabeth Stride par le Dr. Blackwell. Mais selon le médecin, elle n'est pas morte immédiatement lors de son agression, laquelle a pu se produire un peu avant cet horaire.
Vers minuit 40 - Joseph Lave retourne au club. Morris Eagle est également de retour. Il trouve le portail grand ouvert en arrivant. Comme la porte principale du club est à présent fermée, il contourne le bâtiment par la cour pour prendre la porte latérale. Il entend les chants qui s'échappent des fenêtres à l'étage. Il ne remarque rien d'anormal, mais comme il fait nuit noire, il ne peut garantir s'il n'y a réellement personne se tenant dans l'obscurité.
Vers minuit 45 - James Brown est ressorti de chez lui, dans Fairclough Street, pour aller chercher son dîner dans l'échoppe d'Henry Norris, au 59 Berner Street, face au 48. Il n'y reste que trois ou quatre minutes, et retourne chez lui dans Fairclough Street en emportant son dîner. Au retour, il aperçoit une femme, qu'il identifiera à Elizabeth Stride, adossée au mur du pensionnat qui fait l'angle avec Fairclough Street, et parlant à un homme de faible corpulence, d'environ 1,70 m (5 pieds 7 pouces), un peu plus grand qu'elle, vêtu d'un long manteau tombant jusqu'aux chevilles, le bras appuyé contre le mur pour se pencher sur elle. Elle dit à l'homme : "Non, pas ce soir. Une autre nuit." Ils n'avaient pas l'air ivres, ni ne semblaient se disputer.
Vers minuit 45 - Israel Schwartz, habitant Ellen Street, tourne dans Berner Street en venant de Commercial Road pour rentrer chez lui. En arrivant devant le 40, il voit un homme s'arrêter et parler à une femme qui se tient dans l'entrée. L'homme agrippe cette dernière et essaye de la tirer vers la rue. Puis la faisant tournoyer, il la projette à terre sur le trottoir. La femme crie à trois reprises, mais assez faiblement. Tandis que Schwarz change de trottoir, il aperçoit un deuxième homme en train d'allumer sa pipe, sur le trottoir face au 40. Le premier homme s'écrie alors : "Lipski". Schwarz suppose qu'il s'adresse au second homme. Pendant qu'il s'éloigne, il remarque que l'homme à la pipe marche dans sa direction. Prenant peur, il se met à courir vers le pont de chemin de fer. L'homme cesse alors de le suivre. Schwartz dira plus tard aux enquêteurs ne pas savoir si les deux hommes étaient complices. Il ne sait pas non plus si le second homme le poursuivait vraiment, ou fuyait les lieux comme lui. Mais il identifiera formellement la femme à Elizabeth Stride. 
Le premier homme mesure 1,65 m (5 pieds 5 pouces), a environ 30 ans, de larges épaules, le teint clair, une petite moustache brune et les cheveux bruns, un pantalon et une veste sombres, une casquette noire à visière. Le second mesure 1,80 m (5 pieds 11 pouces), a 35 ans, châtain clair, manteau foncé, un vieux chapeau de feutre noir à larges bords, et une pipe en terre. 
La déposition de Schwartz ne concorde pas complètement avec celle de l'agent Smith quant à l'âge et à la taille, ou encore la tenue vestimentaire du suspect. Toutefois, le témoignage de Schwartz sera jugé crédible par la police, qui considère qu'ils n'ont sans doute pas vu le même homme, et que Schwartz a vu l'auteur des faits.

### Découverte du corps

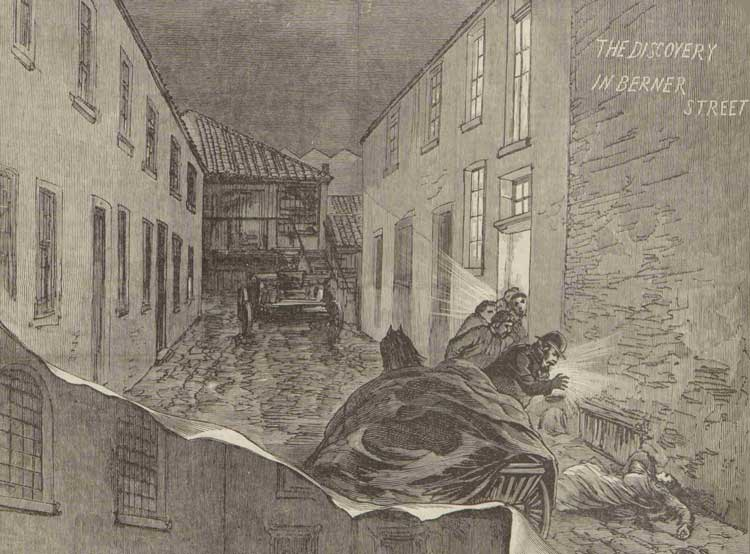
The discovery in Berner Street. Dessin de presse publié le 6 octobre 1888 dans le Penny Illustrated Paper

1h - Louis Diemschutz, marchand ambulant de bijoux de pacotille, veut pénétrer avec une carriole à deux roues tirée par un poney dans le passage de Dutfield's Yard, dont le portail est grand ouvert. Comme le poney se cabre et, se déportant à gauche, refuse d'entrer, Diemschutz pense que quelque chose bloque le passage. Mais il ne peut pas voir, car il fait nuit noire. Il sonde le sol à l'aide de sa cravache et devine la présence d'un corps. Finalement, il descend de sa charrette, et s'éclairant d'une allumette, il découvre une femme qu'il croit endormie ou saoule,. Il ne peut voir ses blessures à cause de l'obscurité. Il se rend au club où il retrouve sa femme. Environ 25-30 personnes sont encore présentes au club, dont une douzaine au salon du rez-de-chaussée. Il raconte à tout le monde sa découverte. De retour avec Jacobs, tous deux constatent en s'éclairant d'une chandelle que la femme est morte égorgée. Le sang s'échappe toujours de son cou. Ses mains sont froides, mais le reste du corps est encore chaud. Mme Diemschutz les a suivi jusqu'au seuil, et peut voir d'où elle est que la femme gît le long du mur, et un filet de sang courir dans le passage pour former plus loin une flaque. Diemschutz et Jacobs courent aussitôt chercher un policier dans Fairclough Street. Isaac M. Kozebrodsky et Morris Eagle, les voyant partir en criant à la police, viennent à leur tour voir le corps. Paniqué, Eagle sort lui aussi en appelant la police, et court jusque dans Commercial Road. Puis Kranz se met également à la recherche d'un agent. Gilleman, l'une des personnes présentes, monte à l'étage pour prévenir les autres membres du club. 
James Brown et Fanny Mortimer entendent les cris "Au meurtre" et "Police" venant de la rue. 
On suppose généralement que l'arrivée de Diemschutz a fait fuir le tueur. D'ailleurs, le témoin estime qu'il pouvait encore être sur les lieux, car le comportement affolé du poney pouvait être dû à une présence humaine. D'ailleurs, compte tenu de l'étroitesse du passage, l'engagement de la carriole aurait pu temporairement barrer le passage au tueur et empêcher toute retraite. Certains auteurs font l'hypothèse que ce dernier, piégé entre l'entrée du passage et la maison du club, aurait manqué de peu d'être découvert.
Peu après 1h - En arrivant à l'angle de Commercial Road et de Christian Street, Eagle et un autre - peut-être Kozebrodski - interceptent les agents de police Albert Collins (12HR, agent de réserve) et Henry Lamb (252H), leur disant de venir, car "il y a eu un autre meurtre". En chemin, ils sont rejoints par un troisième agent (426H). 
Un témoin, Edward Spooner, voit passer Diemschutz et Jacobs criant "Au meurtre" et "Police" dans Christian Street, devant le pub Beehive. N'ayant trouvé aucun policier, les deux hommes retournent ensuite au club, mais Spooner les accompagne. En arrivant sur place, li voit environ quinze personnes rassemblés autour du corps. Il s'agenouille près d'Elizabeth Stride et lui soulève la tête. Son visage est encore chaud et le sang coule toujours, et ruisselle tout le long du passage jusqu'à la porte latérale du club, côté cour. Diemschutz prend alors conscience de la dimension de l'entaille à la gorge. 
En arrivant sur place, les trois agents de police découvrent une troupe de vingt à trente personnes se pressant autour du corps. Des voisins ont afflué, dont Abraham Heshburg, habitant du 28. Tous veulent voir le corps de près. Lamb les fait reculer. Puis s'agenouillant, il constate que le visage de la victime est encore un peu chaud. Lui tâtant le poignet, il ne sent pas le pouls. Le sang ruisselant dans la cour n'a pas encore coagulé, mais autour du cou d'Elizabeth Stride, il est à présent en partie figé. Il n'y a aucune trace de lutte. Les jupes n'ont pas été soulevées. 
Lamb envoie l'agent Collins chercher le docteur Blackwell. Il charge également Morris Eagle d'aller chercher des renforts au poste de police de Leman Street. Au 100 Commercial Road, chez le Dr. Frederick William Blackwell, Collins trouve son assistant Edward Johnston, lequel prévient aussitôt le médecin. 
Pendant ce temps, poursuivant sa ronde, l'agent Smith est de retour dans Berner Street. Aussitôt attiré par la foule, il trouve les deux agents et le corps. Il part alors chercher une ambulance, au moment où Collins revient accompagné de Johnston, l'assistant du Dr. Blackwell.

### Premières constatations
Johnston se livre à un premier examen sommaire, et dégage le cou d'Elizabeth Stride de ses vêtements. Le corps est chaud, les mains sont assez froides. L'hémorragie s'est interrompue. Le filet de sang dans la cour a coagulé. Pendant cet examen, Lamb fait fermer le portail pour interdire à quiconque de quitter la scène de crime. Il poste un agent pour monter la garde devant la porte ménagée dans l'un des battant du portail. Puis il fouille les lieux et passe en revue les personnes présentes, examinant les mains de chacune d'elles. Il inspecte l'intérieur du club, les maisons donnant sur la cour, dont l'atelier de Walter Hindley, fabricant de sacs, et les deux latrines. 
1h16 - Arrivée du Dr. Blackwell. Il examine à son tour Elizabeth Stride, et prononce son décès. 
D'après son rapport, il la trouve couchée sur le côté gauche, en position oblique. Le visage est tourné vers le mur de droite, les jambes étendues, les pieds près du mur de droite. Le cou repose dans l'ornière d'une roue de charrette, et la tête au-delà. Les pieds sont à environ trois mètres (3 yards, soit environ 2,70 m) de l'entrée. Les vêtements ont été dégagés autour du cou [par Johnston]. Le cou et la poitrine sont assez chauds, ainsi que les jambes. Le visage est un peu tiède, et les mains sont froides. La main droite, ouverte et posée sur l'abdomen, est couverte de sang. La main gauche, posée sur le sol, est refermée sur un petit sachet de cachous enveloppé de papier de soie. Elle ne porte aucune bague, ni n'a de marque de bague aux doigts. L'expression du visage est tranquille, la bouche légèrement entrouverte. Elle porte autour du cou un foulard de soie à carreaux, dont le nœud, fortement serré, est tourné vers la gauche. Le cou est parcouru d'une longue incision le long du bord du foulard. Le foulard est lui-même légèrement effiloché après  le passage du couteau. L'incision est partie de la gauche (...), coupant complètement la trachée en deux, pour se terminer sous l'angle de la mâchoire droite. Mais la coupure est plus superficielle de ce côté. Le sang ruisselle vers la cour, au côté opposé à la rue, pour atteindre la porte arrière du club. Il évalue la quantité de sang répandu à terre, à environ un demi-litre (une livre). 
1h20 - Le poste de police de Leman Street envoie chercher le Dr. George Bagster Phillips, qui a précédemment examiné le corps d'Annie Chapman. 
1h25 - Alors qu'il se trouve au poste de police de Commercial Street, l'inspecteur Reid est informé par télégramme du nouveau meurtre.  
Au même moment, l'inspecteur en chef West et l'inspecteur Charles Pinhorn arrivent sur la scène de crime. 
1h36 - Le Dr. Phillips arrive sur place. Il examine à son tour le corps, pendant que l'inspecteur Pinhorn prend note. D'autres sachets de cachous sont découverts dans le caniveau. Le corps est encore chaud et les jambes tièdes. Il n'y a aucune trace de sang sur les vêtements de la victime, ni sur le mur. Les badauds, en marchant sur la scène de crime, ont éparpillé les traces de sang au sol.
Revenant d'inspecter les lieux, l'agent Lamb trouve l'inspecteur West et le Dr. Phillips avec le corps. 28 personnes, retenus sur place par l'agent Lamb, sont fouillées et inspectées par les deux médecins à la recherche de taches de sang, avant d'être libérées.

#### Un second assassinat dans la même nuit
1h44 - Découverte du corps de Catherine Eddowes dans Mitre Square, à l'ouest de Whitechapel, sur le territoire de la City.
1h45 - Arrivée de l'inspecteur Reid et du Surintendant Thomas Arnold au 40 Berner Street.
4h30 - Le corps d'Elizabeth Stride est convoyé jusqu'à la morgue de St George in the East.
5h - Arrêt de la recherche d'indices.
5h30 - L'agent Collins nettoie le passage du 40 Berner Street.
6h - L'agent Lamb quitte les lieux.
Dans la matinée - L'inspecteur Abberline envoie des agents interroger les riverains. Le sergent Stephen White interroge Matthew Packer, le marchand de fruits et légumes tenant une échoppe au 44 Berner Street. Celui-ci déclare qu'il a fermé son magasin à minuit et demi à cause de la pluie. Il n'a vu personne devant le 40, ni entrer dans le passage au moment où il fermait son magasin. Il n'a rien vu d'anormal, et n'a eu connaissance du meurtre que ce matin. White interroge ensuite Mme Packer, Harry Douglas et Sarah Harrison, habitant également au 44 : ils ne savent rien.
L'inspecteur Reid se rend à la morgue et décrit la victime : environ 42-44 ans, entre 1m 57 et 1m 65 (5 pieds 2 à 5 pouces), mince et faiblement constituée, cheveux brun foncé et bouclés, physiquement attirante, nez droit, visage ovale, yeux gris clair ou bleus, le teint pâle, mâchoire supérieure édentée sur le devant. Elle porte un bonnet de crêpe noire, une longue veste noire garnie de fourrure, une rose rouge et des fougères accrochées à sa veste, une vieille longue jupe noire, une chemise blanche, des bas blancs, des bottines, un foulard de soie à carreaux noué autour du cou (...). Elle est en possession de cachous enveloppés dans du papier de soie, une clef de cadenas, deux mouchoirs, un petit crayon, un peigne et un morceau de peigne, une cuiller, sept boutons, un crochet, un morceau de mousseline, une bobine de laine, un ou deux petits bouts de papier et un dé à coudre.
Dans la journée - Une foule se masse dans Berner Street, protestant contre l'inefficacité de la police. Pour la première fois, le ministère de l'Intérieur envisage d'offrir une récompense pour quiconque aiderait à arrêter le meurtrier.
15h - Les Dr. Blackwell et Phillips autopsient le corps à la morgue de St. George. 
Dans la soirée - Israel Schwarz se rend au poste de police de Leman Street, de sa propre initiative, pour témoigner de ce qu'il a vu. On l'emmène à la morgue où il identifie la femme qu'il a vu se faire agresser. D'après le Star, qui en publie un compte-rendu le lendemain, Schwartz, hongrois, ne parle pas un mot d'anglais, mais est accompagné de son frère qui lui sert d'interprète. Le reporter du Star, ayant eu vent de cette déposition va retrouver Schwartz chez lui pour l'interviewer avec un interprète.

### Identification du corps
Au soir du 30 septembre, vers 21 h, Mary Malcolm, persuadée que la femme assassinée est sa sœur Elizabeth Watts, est emmenée à la morgue. Mais elle n'identifie pas le corps. Le 1er octobre, William Marshall est emmené à la morgue, à la suite de son témoignage, et reconnaît la femme qu'il a vue la veille. Mary Malcolm revient deux fois à la morgue, et cette fois affirme qu'il s'agit bien de sa sœur Elizabeth Watts. Une femme surnommée Liz la Manchote, identifie la victime à Wally Walden ou Annie Morris. Enfin, Michael Kidney vient reconnaître Elizabeth Stride à la morgue, le même jour. 
Au soir du 1er octobre, l'agent de police Walter Frederick Stride, neveu de John Stride, reconnaît sa tante en voyant le cliché mortuaire.

#### Description du corps
Elizabeth Stride porte ce soir-là une longue veste noire bordée de fourrure, une jupe noire, un bonnet de crêpe noire, un foulard à carreaux noué sur le côté gauche, une chemise blanche, des bas blancs, bottines. 
On découvre sur elle une rose rouge et une fougère blanche accrochée à son habit, qu'elle ne portait pas en quittant la lodging house ; deux mouchoirs, dont l'un est taché, ayant servi à emballer des fruits ; un dé à coudre ; une bobine de laine. La poche de son jupon contient : une clef (peut-être de cadenas) ; un morceau de crayon ; sept boutons ; un peigne ; un bout de peigne ; une cuiller ; un morceau de mousseline ; un ou deux petits bouts de papier. Elle serrait un sachet de cachous dans sa main.

### Les funérailles
Elizabeth Stride est inhumée dans l'intimité le 6 octobre à l'East London Cemetery, dans le district de West Ham, dans l'Est londonien. Les funérailles sont payées par le croque-mort M. Hawkes, pour le compte de la paroisse.

## L'enquête
Le médecin de la police, arrivé tôt sur les lieux, estime l’heure de la mort entre minuit 36 et minuit 56. Lors de ce premier examen post mortem, le visage d'Elizabeth Stride est encore tiède. L’enquête révèle plus tard qu'elle ne présente aucune traces de strangulation, ni de lutte. Ses vêtements sont également intacts, et n'ont pas été relevés. A l'issue de l'autopsie, le médecin légiste estime que l'arme du crime est un couteau plus large et moins aiguisé que pour les autres victimes. 
La fouille des lieux ne révèle aucun indice. La police interroge tous les membres du Club alors présents, ainsi que les riverains. Aucun argent n'a été retrouvé sur la victime, ce qui laisse penser que l'assassin aurait pu la dévaliser. 

### L'autopsie
Rapport du Dr. Phillips : "Le corps était couché sur le côté, le visage tourné vers le mur, la tête en direction de la cour et les pieds en direction de la rue. Le bras gauche était étendu, et la main gauche tenait un sachet de cachous. Le bras droit était replié sur l'abdomen. Le dos de la main droite était maculé de sang coagulé jusqu'au poignet. Les jambes étaient étendues, et les pieds à proximité du mur. Le corps et le visage étaient encore chauds, mais les mains déjà froides. Les jambes étaient tièdes. La victime portait un foulard de soie noué autour du cou, qui semblait légèrement déchiré, mais j'ai pu constater par la suite qu'il avait été découpé au niveau de l'angle droit de la mâchoire. La gorge présentait une entaille profonde. Il y avait une abrasion d'environ un pouce et demi (3-4 cm), tachée de sang, sous le bras droit. 
A 15h, le lundi, à la morgue de St. George, le Dr. Blackwell et moi-même avons autopsié le corps. La rigueur cadavérique était à présent bien marquée. Nous avons relevé de la boue sur le côté gauche du visage. La victime s'est alimentée avant de mourir. Des ecchymoses bleuâtres apparaissent sur les deux épaules, en particulier sur l'épaule droite, sur la poitrine et au-dessous de la clavicule (...). Le cou était nettement tranché, sur une longueur de six pouces [15 cm] en ligne droite. L'incision commençait à deux pouces et demi [6 cm] au-dessous de l'angle de la mâchoire, avant de s'enfoncer à travers la gaine carotidienne (...). [...] La coupe était plus superficielle au côté droit (...). A l'évidence, l'hémorragie découle de la section partielle de l'artère carotide gauche. [...] Des ecchymoses brun foncé étaient visibles sur la face antérieure du menton gauche. Les os de la jambe droite présentaient la déformation d'une courbure vers l'avant. Le corps ne portait aucune autre blessure que l'entaille au cou. Après le lavage en profondeur du corps, j'ai pu découvrir des cicatrices de plaies plus anciennes : le lobe de l'oreille gauche a subi une déchirure, peut-être lors du retrait d'une boucle d'oreille, mais était à présent complètement cicatrisé. [...] L'estomac contenait un reste d'aliments partiellement digérés, constitué de fromage, de pomme de terre et de farine. Toute la mâchoire inférieure gauche était édentée." 

#### Hypothèse du Dr. Blackwell et du Dr. Phillips
Le Dr. Blackwell suppose que l'assassin a tiré en arrière la victime par le foulard pour l'amener au sol, avant de lui trancher la gorge. Le foulard était d'ailleurs fortement noué autour du cou d'Elizabeth Stride, ce qui offrait une bonne prise. Le Dr. Phillips partage cet avis, en ajoutant que la victime était allongée sur le dos au moment où elle reçoit le coup fatal. L'assassin n'a eu besoin que d'une seule incision portée de gauche à droite, ce qui laisse penser qu'il est droitier. Auparavant, il aurait projeté la victime à terre comme le montrent les ecchymoses sur la poitrine et les épaules.

### L'enquête judiciaire
L'enquête du coroner du Middlesex, Wynne Edwin Baxter, s'ouvre le 1er octobre au Vestry Hall, Cable Street, St George in the East. Un jury de vingt-quatre membre est constitué et se rend à la morgue pour voir le corps. La police est représentée par l'inspecteur Reid. Trois témoins sont auditionnés : deux responsables de l'International Working Men's Educational Club, William West et Morris Eagle, ainsi que Louis Diemschutz. Le 2 octobre sont entendus l'agent de police Lamb, le témoin Edward Spooner, Mary Malcolm et le Dr. Frederick Blackwell. Le 3 octobre sont auditionnés Elizabeth Tanner, Catherine Lane, Charles Preston, Michael Kidney, M. Johnson, Thomas Coram, l'agent de police Drage et le Dr. Phillips. Le 5 octobre sont auditionnés, de nouveau, les Dr. Phillips et Blackwell, Sven Ollsen, les témoins William Marshall, James Brown et Philip Krantz, de nouveau Michael Kidney, l'agent de police Smith et l'inspecteur Reid. Le cinquième et dernier jour des audiences, le 23 octobre, sont auditionnés l'inspecteur Reid (de nouveau), l'agent de police Stride, neveu de la défunte, Elizabeth Watts ou Stokes (venue confirmer qu'elle était bien en vie). A l'issue de cette dernière audience, le coroner délivre ses conclusions, puis après une brève délibération, annonce le verdict de l'enquête.
Schwartz ne vient pas déposer devant le coroner, peut-être parce qu'étant d'origine hongroise, il ne parle quasiment pas anglais. Sa déposition auprès de la police est découverte dans les années 1970 par le chercheur Stephen Knight.

#### Audition de William Wess et de Morris Eagle
Environ 25-30 personnes se trouvent au club lors de la découverte du crime. Elles n'ont rien entendu de suspect durant la soirée. Lorsque Wess quitte les lieux vers minuit 15, il n'y a aucun corps dans la cour.

#### Audition de Louis Diemschutz
Si quelqu'un avait quitté les lieux, il l'aurait certainement vu, car s'il faisait sombre dans le passage côté rue, le côté cour était plus éclairé.
Le premier médecin arrive sur place une vingtaine de minutes après la police.

#### Audition de Mary Malcolm
Elle est certaine que la victime n'est pas Elizabeth Stride, comme le croit la police, mais sa sœur Elizabeth Watts. Son témoignage est rejeté lors de l'audition d'Elizabeth Watts en personne, bien en vie, le 24 octobre.

#### Audition du Dr. Frederick Blackwell
Averti par un policier, il se rend sur les lieux à 1h16 précise. Le Dr. Phillips le rejoint environ 20 minutes plus tard. Dès son arrivée au chevet de la victime, il constate que le sang s'échappe toujours de son cou, et ruisselle jusqu'à ses pieds. Il estime que la mort remonte environ entre vingt et trente minutes. Mais comme le cou n'a été sectionné que sur un côté, et que l'artère carotide n'est que partiellement atteinte, la mort n'a pas été immédiate et s'est produite "relativement lentement". Cependant, Elizabeth Stride n'a pas pu appeler à l'aide.

#### Audition d'Elizabeth Tanner, tenancière de lalodging housedu 32 Flower and Dean Street
Elle connaît Elizabeth Stride sous le nom de "Long Liz". Celle-ci loge depuis six ans dans la lodging house par intermittence, et venait de faire son retour le 26 septembre après trois mois d'absence. Elle décrit la victime comme une femme très calme et sobre. Quoique d'origine suédoise, elle s'exprimait parfaitement en anglais. Elle racontait que son mari et ses enfants avaient péri noyés lors du naufrage du Princess Alice en 1878.

#### Audition de Catherine Lane, femme de ménage de lalodging housedu 32 Flower and Dean Street
Elle connait Elizabeth Stride depuis environ six mois, une Suédoise surnommée Long Liz. Peu avant sa mort, celle-ci disait avoir eu "quelques mots" avec son compagnon [Michael Kidney], ce qui l'avait conduit à revenir à la lodging house. La veille de sa mort, elle lui a confié une grande pièce de velours vert avant de sortir, lui demandant de la conserver jusqu'à son retour.

#### Audition de Michael Kidney, compagnon d'Elizabeth Stride
Il identifie formellement la victime, et déclare qu'ils étaient en couple depuis environ trois ans. Il met leurs séparations fréquentes sur le compte de l'alcoolisme d'Elizabeth Stride. Malgré ces séparations, elle est toujours revenue se mettre en ménage avec lui.

#### Audition du Dr. Phillips
La cause du décès est l'hémorragie due à l'atteinte de l'artère carotide gauche et de la trachée. Il a la conviction que l'assassin a saisi la victime par les épaules et la pressée vers le sol. Puis il s'est agenouillé à sa droite pour l'égorger.

#### Audition d'Elizabeth Watts, le 24 octobre
La comparution en personne d'Elizabeth Watts met fin à la rumeur colportée par Mary Malcolm.

#### Les conclusions ducoroner. Son désaccord avec l'hypothèse du Dr. Phillips.
La conviction du coroner Baxter est que l'agression d'Elizabeth Stride a été rapide et soudaine. Le sachet de cachous retrouvée enserrée dans sa main montre qu'elle n'a pas eu le temps de réagir. L'assassin l'a sans doute attrapée par le foulard qu'elle portait au cou pour la tirer en arrière avant de lui trancher la gorge. Il se rallie sur ce point à l'avis du Dr. Phillips, mais il ne croit pas que l'assassin ait forcé la victime à s'allonger au sol. Étant donné l'absence de trace de lutte, et l'absence d'appel à l'aide, la victime se serait plutôt allongée volontairement avant d'être agressée.
La scène de crime est un passage menant à une cour où vivent plusieurs familles à seulement quelques mètres. L'assassin n'a donc certainement pas choisi l'endroit pour sa faible fréquentation. De plus, les fenêtres du club étaient ouvertes. La victime et l'assassin ont sans doute entendu les chants et les danses qui se déroulaient à ce moment.
D'après les témoignages recueillis, Elizabeth Stride a été vue plusieurs fois en compagnie d'un homme entre 23h et minuit 45. On ne peut pas écarter que les témoins aient aperçu un même individu, si on admet qu'ils se soient trompés dans leurs descriptions.
Après avoir délibéré, le jury rend le verdict de "meurtre intentionnel contre une personne inconnue".

### L'enquête de police
À la suite du témoignage d'Israel Scwhartz, un suspect est arrêté le 1er octobre. Le même jour, Leon Goldstein se fait connaître au poste de Leman Street pour dire qu'il est l'homme aperçu par Fanny Mortimer.
Une note interne découverte dans les archives du Ministère de l'Intérieur indique que, selon les enquêteurs, les suspects aperçus par les différents témoins, qu'il s'agisse de James Brown ou d'Israel Schwartz, pourraient ne pas être l'assassin, et qu'Elizabeth Stride a eu le temps de les rencontrer successivement avant de tomber sur le tueur.
Selon une hypothèse de la police, Elizabeth Stride aurait volontairement pénétré dans la courette où l'assassin l'aurait surprise, ou elle y serait rentrée en sa compagnie.
Fanny Mortimer, l'une des riveraines, témoigne avoir vu passer un homme avec un sac noir, environ au moment du crime, sur lequel se concentre l'attention de la presse qui y voit un suspect très intéressant. Se reconnaissant, l'homme se fait connaître à la police. Il s'agit de Leon Goldstein, membre du club. La police le disculpe rapidement.
Michael Kidney, un temps soupçonné pour ses liens orageux avec la victime, et parce qu'il n'a pas d'alibi, est finalement écarté de l'enquête,.
Le 1er octobre, Michael Kidney fait irruption, ivre, au poste de police de Leman Street et y fait scandale en accusant la police d'incompétence, et déclarant que les policiers de service à Berner Street la nuit du meurtre feraient mieux de se suicider.
Le 6 octobre, le Daily Telegraph publie une série de portraits du supposé tueur, dessinés à partir des diverses descriptions données par les témoins, et en particulier le témoignage de Packer. La police fait publier une réponse dans The Police Gazette pour dénoncer la publication de ces portraits sans son accord.
Dans une note du 19 octobre, l'inspecteur en chef Swanson indique que 80 000 tracts ont été distribués à travers le quartier de Whitechapel pour lancer un appel à témoigner, et que 2 000 riverains ont été interrogés.

#### La déposition d'Israel Schwartz
Déposition au poste de Leman Street le 30 septembre [complétée par le compte-rendu dans le Star le lendemain].
Il habite au 22 Helen Street  [mais son ménage est en train de déménager dans Backchurch Lane : ayant absent toute la journée, il décide de passer à son ancien domicile pour voir si sa femme en a terminé avec leur déménagement]. A minuit 45, il tourne dans Berner Street en venant de Commercial Road. [Il remarque un homme, marchant devant lui à une certaine distance, semblant légèrement ivre. Un peu plus loin, il remarque qu'une femme se tient à l'entrée du 40]. Lorsque l'homme la rejoint, il s'arrête pour lui parler. Il tente alors de la tirer vers la rue, puis il la fait tournoyer avant de la jeter sur le trottoir [dans la version publiée par le Star le 1er octobre, il met sa main sur l'épaule de la femme, et la pousse dans le passage]. La femme crie à trois reprises, mais faiblement. Alors, [d'être mêlé à une querelle], il traverse la rue pour changer de trottoir. Sur le trottoir d'en face, il trouve un deuxième homme en train d'allumer sa pipe. Le premier homme se met à crier : "Lipski", apparemment en direction du deuxième homme. [Dans la version du Star, pendant qu'il traverse la rue, Schwartz entend le bruit d'une querelle. Il se retourne pour voir ce qui se passe, mais au moment où il met les pieds sur le trottoir, un deuxième homme sort d'un pub à quelques mètres. Le second homme lance une sorte d'avertissement à l'agresseur et s'élance dans sa direction comme pour l'attaquer. Schwartz voit que le second homme tient un couteau dans sa main, et ne voulant en savoir davantage, décide de ne pas s'éterniser et de rejoindre sans tarder son nouveau logement].
Schwarz s'éloigne de la scène, mais s'aperçoit que le deuxième homme le suit. Alors, il court jusqu'au pont de chemin de fer, mais l'homme ne le suit pas jusque là. Il ne peut pas dire si les deux hommes étaient ensemble ou se connaissent. A la morgue, il identifie le corps de la femme à celle qu'il a vue la veille. Le premier homme a environ 30 ans, mesure 1m 65 (5 pieds 5 pouces), a des cheveux sombres, une petite moustache brune, de larges épaules [assez forte corpulence, dans le Star], une veste et un pantalon sombres [tenue respectable], une casquette noire à visière [ou chapeau de feutre, dans le Star], les mains nues, le visage complètement découvert. Le second homme a 35 ans, une taille d'1m 80 (5 pieds 11 pouces) [mais moins corpulent], brun clair [moustache rousse], manteau sombre, vieux chapeau noir de feutre à larges bords, une pipe de terre à la main.

#### L'attribution du meurtre à Jack l'éventreur
L'attribution du crime à Jack l'éventreur est parfois contestée en raison de l'absence de mutilations post-mortem, qui sont la signature du tueur. Il est aussi le seul meurtre commis au sud de Whitechapel Road. La nature de l'arme utilisée - un couteau à lame courte - interroge également. Mais la plupart des auteurs considèrent que le meurtrier aurait été empêché de terminer son acte, dérangé peut-être par l'arrivée de Louis Diemschutz, ce qui explique qu'il s'en soit pris à une seconde victime - Catherine Eddowes - une heure plus tard à Mitre Square,,,,,,. C'est notamment l'avis de la police, formulé plus tard par Melville Macnaghten, chef du CID à partir de 1890.

#### La lettre "Saucy Jacky"

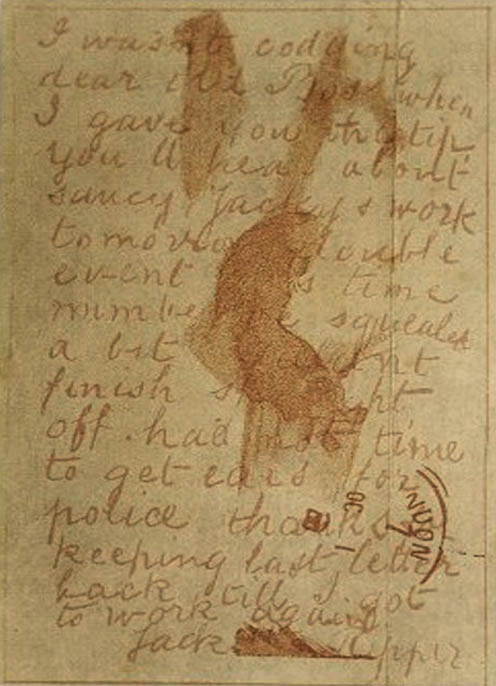
La carte postale "Saucy Jacky", avec cachet du 1er octobre 1888, au verso.

Le 1er octobre, l'agence de presse Central news agency reçoit une seconde lettre, écrite à l'encre rouge sur carte postale, de "Jack l'éventreur", auteur de la Lettre "Dear Boss" reçue précédemment le 27 septembre. Cette fois, l'auteur annonce un "double événement" dans lequel on devine le double assassinat d'Elizabeth Stride et de Catherine Eddowes,. Mais le cachet de la poste daté du 1er octobre, alors que les détails sont connus dès le 30 septembre, autorise à penser qu'il s'agit d'un nouveau canular,,,. La police soupçonne rapidement un journaliste d'en être l'auteur, comme l'indique une lettre de Charles Warren le 10 octobre 1888,. Aujourd'hui, les deux lettres Dear Boss et Saucy Jacky sont attribuées à un même journaliste du Star, Paul Best. La plupart des auteurs considèrent d'ailleurs que la totalité des lettres envoyées par le prétendu tueur sont des canulars.

#### Le témoignage douteux du marchand de fruits et légumes Matthew Packer
Matthew Packer, marchand de fruits et légumes, déclare le 2 octobre à deux détectives engagés par le Comité de Vigilance de Whitechapel, Charles Le Grand et Batchelor, qu'il a vendu des grappes de raisin, pour environ 250 grammes (1/2 livre) à Elizabeth Stride et à son meurtrier peu de temps avant le crime. Son témoignage est retranscrit dans la presse le lendemain. Le soir du crime, comme il pleuvait à verse, il est rentré dans sa boutique. Vers 23h30-minuit, un homme et une femme remontaient Berner Street en venant du quartier d'Ellen Street. Ils se sont arrêtés devant son échope pour voir ses fruits.
L'homme a environ 30-35 ans, est de taille moyenne, le teint plutôt sombre, portait un manteau noir et un chapeau noir de feutre. Il ressemble à un employé de bureau, et parlait d'une voix forte et rapide. Il paraît instruit, et n'est certainement pas un ouvrier, ou "quelqu'un comme nous, les gens qui vivent ici". La femme est d'âge moyen, porte une tenue sombre et une fleur blanche dans la main. L'homme lui demande combien il vend ses raisins. Il répond qu'ils sont à six pence la livre (environ 500 grammes) pour les noirs, et quatre pence pour les blancs. Laissant le choix à la femme, celle-ci choisit les noirs. L'homme se fait alors remettre une demi-livre (250 grammes) de raisins noirs dans un sac de papier. Mais ils n'entrent pas se mettre à l'abri dans la boutique, et Packer dit à sa femme qu'ils sont tous les deux idiots à manger du raisin sous la pluie battante. Le couple est encore là, dans la rue, lorsque les Packer ferment la boutique pour aller se coucher. Il est alors un peu après minuit, car c'est l'heure où les pubs ferment. Packer prétend, dans l'Evening news, que la police n'est pas venue l'interroger, bien qu'un officier en civil soit venu inspecter les lieux.
Les deux détectives interrogent ensuite les riverains, dont Mme Rosenfield et Mlle Eva Harstein, deux sœurs habitant au 14 Berner Street. Elles disent avoir vu des pétales de fleur et une tige de raisin tachée de sang dans la cour du 40. Batchelor et Le Grand fouillent Durtield's Yard et découvre une tige de raisin dans le caniveau de la cour. Ce résultat est joint à l'édition de l'Evening News du 3 octobre, suscitant l'emballement de la presse,,,.
Alertée par la parution de l'article de l'Evening News, la police décide de retourner voir Packer. Le lendemain, 4 octobre, l'inspecteur Henry Moore dépêche l'agent White, qui avait interrogé l'homme la première fois. En arrivant à la boutique de Packer, il tombe sur sa femme qui l'informe que les deux détectives viennent d'emmener son mari à la morgue. Il s'y rend aussitôt et finit par les trouver tous les trois en chemin. Maintenant, Packer affirme qu'il a vendu des raisins à la femme vers minuit. White contrôle la carte de détective de l'un des deux hommes. Ensuite, les détectives ramènent Packer chez lui. White tente alors d'interroger Packer, mais les détectives reviennent avec un cab, en disant qu'ils doivent amener Packer à Scotland Yard où ils ont rendez-vous avec Sir Charles Warren.
A Scotland Yard, Packer fait une déposition qui diffère du compte-rendu publié dans la presse : le couple est passé à sa boutique vers 23h, l'homme est plutôt jeune, entre 25 et 30 ans, environ 1m 70 (5 pieds 7 pouces), un peu plus grand que la femme de 4 à 8 cm (entre 1,5 et 3 pouces), porte un long manteau noir boutonné, un chapeau de feutre mou, de style américain, les épaules larges, parlant vite avec une voix rauque. La femme porte une robe et une veste noire bordée de fourrure, et un bonnet de crêpe noire, jouant avec une fleur, un genre de géranium blanc à l'extérieur et rouge à l'intérieur. Il l'a reconnue à la morgue. Venant de Back Church Lane, ils remontaient vers Commercial Road. Avant d'arriver à sa boutique, ils se sont arrêtés à côté du club pendant quelques minutes pour écouter la musique. Puis en quittant la boutique, ils ont finalement traversé la rue jusqu'à l'internat qui fait l'angle, et sont restés devant à parler pendant environ une demi-heure, jusqu'à 23h30. Il a alors fermé ses volets.
Dans un article du Daily Telegraph du 6 octobre, il précise en outre que l'homme a les cheveux noirs et n'a pas de moustache.
Mais la police n'accorde aucun crédit au témoignage de Packer, comme l'indique un rapport du 19 octobre de l'inspecteur en chef Swanson, le soupçonnant d'avoir tout inventé pour vendre son histoire à la presse,. Aucune trace de raisin n'a été trouvée lors de l'autopsie. Par ailleurs, Packer a délivré deux témoignages contradictoires, ayant déclaré dans un premier temps n'avoir rien vu de particulier au cours de la soirée. En outre, l'un des deux détectives, Charles Le Grand, a été condamné à de multiples reprises pour divers délits. Généralement, les spécialistes n'accordent aucune fiabilité non plus au témoignage de Packer,,,,.

#### Découverte d'un couteau
Deux jours après le meurtre, le 1er octobre, Thomas Coram, un garçon, trouve un couteau émoussé et rond, dont le manche est enveloppé dans un mouchoir taché de sang, dans la blanchisserie de M. Christmas, 252 Whitechapel Road. Il en informe un agent de police qui l'emmène au poste de Leman Street.

### Webographie
- HIGGINBOTHAM, Peter, The workhouse, the story of an institution..., 2016.
- RYDER, Stephen P., "Elizabeth Stride", dans Casebook, Jack the Ripper, 2021.
- RYDER, Stephen P., "A timeline of events in the life and death of Elizabeth Stride", dans Casebook, Jack the Ripper, 2021.
- Swedish Lutheran Church, Prince's Square (1729-1911).

### Sources

#### Archives de Scotland Yard
Dans la série MEPO [archive] (pour Metropolitan Police), conservée aux Archives nationales de Grande-Bretagne :
- MEPO-1/48, Lettre de Charles Warren à Godfrey Lushington, le 10 octobre 1888.
- MEPO-3/140, f 215-216, Déposition de Matthew Packer à Scotland Yard.

#### Archives du Home Office
- HO-144/221/A49301C, Report to the Home Office, 19 octobre 1888.
- HO/144/221/A49301C 8a, Déposition d'Israel Schwartz.